# Laelia farinosa
Laelia farinosa är en fjärilsart som beskrevs av Johannes Karl Max Röber 1925. Laelia farinosa ingår i släktet Laelia och familjen tofsspinnare. Inga underarter finns listade i Catalogue of Life.